# Eraxasilus amphissa
Eraxasilus amphissa là một loài ruồi trong họ Asilidae. Eraxasilus amphissa được Walker miêu tả năm 1849.